# Pausanias de Macedonia
Pausanias de Macedonia fue el hijo de Aéropo II/Arquelao II, y ocupó el trono macedonio brevemente en el 394/393 a. C. Fue asesinado al año de su ascensión por instigación del futuro Amintas III de Macedonia.